# Парижские союзные договоры 1812
Парижские союзные договоры 1812 года — два договора, заключённые Францией при подготовке войны против России. 
1) Франко-прусский договор, который был подписан 24 февраля 1812 года, закрепил договорённость о взаимной гарантии целостности территории обоих государств, а также договорённость о взаимопомощи в случае войны одного из них с каким-либо третьим государством. Пруссия подтверждала согласие на своё участие в континентальной блокаде Великобритании. 
2) Франко-австрийский договор, который был подписан 14 марта 1812 года, обязывал Австрию в случае войны Франции с Россией выступить на стороне первой.

## Публикации
- Clercq М. de. Recueil des traites de la France. — Т. 2. — P., 1864, pp. 356—359, 369—372.